# جون بلين (لاعب كرة قدم كندية)
جون بلين هو لاعب كرة قدم كندية كندي، ولد في 1 فبراير 1955 في منطقة شمال فانكوفر ‏ في كندا.